# Copa del Generalísimo 1939
Die Copa del Generalísimo 1939 war die 35. Austragung des spanischen Fußballpokalwettbewerbes, der heute unter dem Namen Copa del Rey stattfindet.
Nach dem Ausbruch des spanischen Bürgerkrieges wurde 1937 im von republikanischen Truppen kontrollierten Teil Spaniens die Copa de España Libre (Pokal des freien Spaniens) ausgetragen. Diese Pokalrunde wird jedoch vom spanischen Fußballverband nicht offiziell anerkannt und in Statistiken daher nicht aufgeführt. 1938 wurde gar kein Turnier ausgetragen. Nach dem Ende des Bürgerkrieges und dem Sieg der antirepublikanischen Truppen von Francisco Franco wurde der Pokalwettbewerb 1939 erstmals wieder offiziell ausgespielt und in Anlehnung an den Generalissimus in Copa del Generalísimo umbenannt.
Der Wettbewerb startete am 14. Mai und endete mit dem Finale am 25. Juni 1939 im Estadi Montjuïc in Barcelona. Titelverteidiger des Pokalwettbewerbes war der Madrid FC. Den Titel gewann der FC Sevilla durch einen 6:2-Erfolg im Finale gegen Racing de Ferrol.

## Vorrunde
Die Hinspiele wurden am 14. Mai, die Rückspiele am 21. Mai 1939 ausgetragen.
|                  | Gesamt |                     | Hinspiel | Rückspiel |
| ---------------- | ------ | ------------------- | -------- | --------- |
| Racing de Ferrol | 1      | Selección Asturiana |          |           |
| Unión Montañesa  | 1:7    | Oriamendi Sport     | 0:2      | 1:5       |
| Athletic Bilbao  | 3:8    | CD Alavés           | 1:2      | 2:6       |
| CA Osasuna       | 1:4    | Saragossa FC        | 0:1      | 1:3       |
| Betis Sevilla    | 1:5    | Aviación Nacional   | 1:1      | 0:4       |
| Ceuta Sport      | 4:6    | FC Sevilla          | 3:4      | 1:2       |

- Racing Santander und Real Sociedad erhielten ein Freilos.

## Viertelfinale
Die Hinspiele wurden am 28. Mai, die Rückspiele am 4. Juni 1939 ausgetragen.
|                   | Gesamt |               | Hinspiel | Rückspiel |
| ----------------- | ------ | ------------- | -------- | --------- |
| Racing de Ferrol  | 3:1    | Real Sociedad | 3:1      | 0:0       |
| Oriamendi Sport   | 4:3    | Saragossa FC  | 2:1      | 2:2       |
| Aviación Nacional | 3:4    | FC Sevilla    | 2:0      | 1:4       |
| Racing Santander  | 3:7    | CD Alavés     | 2:5      | 1:2       |

## Halbfinale
Die Hinspiele wurden am 11. Juni, die Rückspiele am 18. Juni 1939 ausgetragen.
|                  | Gesamt |                 | Hinspiel | Rückspiel |
| ---------------- | ------ | --------------- | -------- | --------- |
| Racing de Ferrol | 3:2    | Oriamendi Sport | 1:1      | 2:1       |
| FC Sevilla       | 7:6    | CD Alavés       | 6:5      | 1:1       |

## Finale
| FC Sevilla                                   | FC Sevilla | Racing de Ferrol | Racing de Ferrol |
| -------------------------------------------- | --- | --- | ---------------- |
| FC Sevilla                                   | \| 25. Juni 1939 in Barcelona (Estadi Montjuïc) \| \| Ergebnis: 6:2 (5:0) \| \| Zuschauer: 60.000 \| \| Schiedsrichter: Jesús Arribas \|                                             | \| 25. Juni 1939 in Barcelona (Estadi Montjuïc) \| \| Ergebnis: 6:2 (5:0) \| \| Zuschauer: 60.000 \| \| Schiedsrichter: Jesús Arribas \|                                         | Racing de Ferrol |
| FC Sevilla                                   | Manuel Bueno – José Cayuso, Diego Villalonga – Miguel Torrontegui, Félix García, Leoncito – Pepe López, Pepillo, Campanal , Raimundo Blanco, Rafael Berrocal Cheftrainer: Pepe Brand | Gyula Alberty – Caliche, Moreno – Inocencio Bertolí, José Silvosa, Pedro Basterrechea – Lelé, Ricardo Gallart, Paco Barón, Edelmiro Lorenzo, Portugués Cheftrainer: Josep Planas | Racing de Ferrol |
| FC Sevilla                                   | 1:0 Raimundo Blanco (5.) 2:0 Campanal (20.) 3:0 Campanal (27.) 4:0 Pepillo (38.) 5:0 Pepillo (42.) 6:2 Campanal (59.)                                                                | 5:1 José Silvosa (54., Elfm.) 5:2 José Silvosa (57.) | Racing de Ferrol |
| 25. Juni 1939 in Barcelona (Estadi Montjuïc) | | |                  |
| Ergebnis: 6:2 (5:0)                          | | |                  |
| Zuschauer: 60.000                            | | |                  |
| Schiedsrichter: Jesús Arribas                | | |                  |